# Ron Dunlap (político)
Ronald W. Dunlap (nascido em 31 de outubro de 1937) serviu por três mandatos como Representante do Estado de Washington no 41º Distrito, representando Bellevue, Mercer Island e Renton a partir de 1974; ele mais tarde seria nomeado o segundo Executivo do Condado de King, sucedendo John Spellman, por onze meses a partir de Janeiro de 1981. Spellman renunciou ao cargo de Executivo após sua eleição como 18º Governador de Washington. Dunlap foi derrotado por Randy Revelle na eleição de Novembro de 1981 para King County Executive.